# Het Meer (wetering)
Het Meer of Het Meertje is een wetering in de Nederlandse gemeente Berg en Dal die bij Nijmegen uitmondt in de Waal.
Het Meer is na het Saale-glaciaal ontstaan als oude rivierloop van de Rijn. De wetering ligt onder de Nijmeegse stuwwal in de Ooijpolder. De uitmonding in de Waal lag vroeger ter hoogte van de Nijmeegse Waalbrug maar is door de aanleg van de brug iets naar het oosten verschoven direct naast de brug. Daar is ook een grotere inham gegraven waar enkele woonboten liggen, dit Nijmeegse deel wordt sinds 2009 officieel 't Meertje genoemd.
Vanaf het Hollandsch-Duitsch gemaal loopt Het Meer parallel aan de Provinciale weg 325 richting Duitsland en komt langs Persingen. Ter hoogte van Beek splitst de wetering waarbij een tak doorloopt naar het Wylermeer. Vanaf daar loopt de wetering in Duitsland verder als Große Wässerung richting Kranenburg en daar komen meerdere beken en weteringen op uit. De andere tak loopt oostelijk en vormt bij Leuth de Nederlands-Duitse grens en gaat verder als Grenswetering die aan Duitse zijde Hauptwässerung genoemd wordt. Daar komen ook meerdere beken en weteringen vanuit de richting van Millingen aan de Rijn en het Duitse Mehr op uit.
Het Meer heeft een belangrijke afwateringsfunctie in De Duffelt vanuit de Ooijpolder en de achterliggende Duitse Polder. Ook het water vanaf de stuwwal en het plateau van Groesbeek komt (via Kranenburg) uit in Het Meer en zo in de Waal.

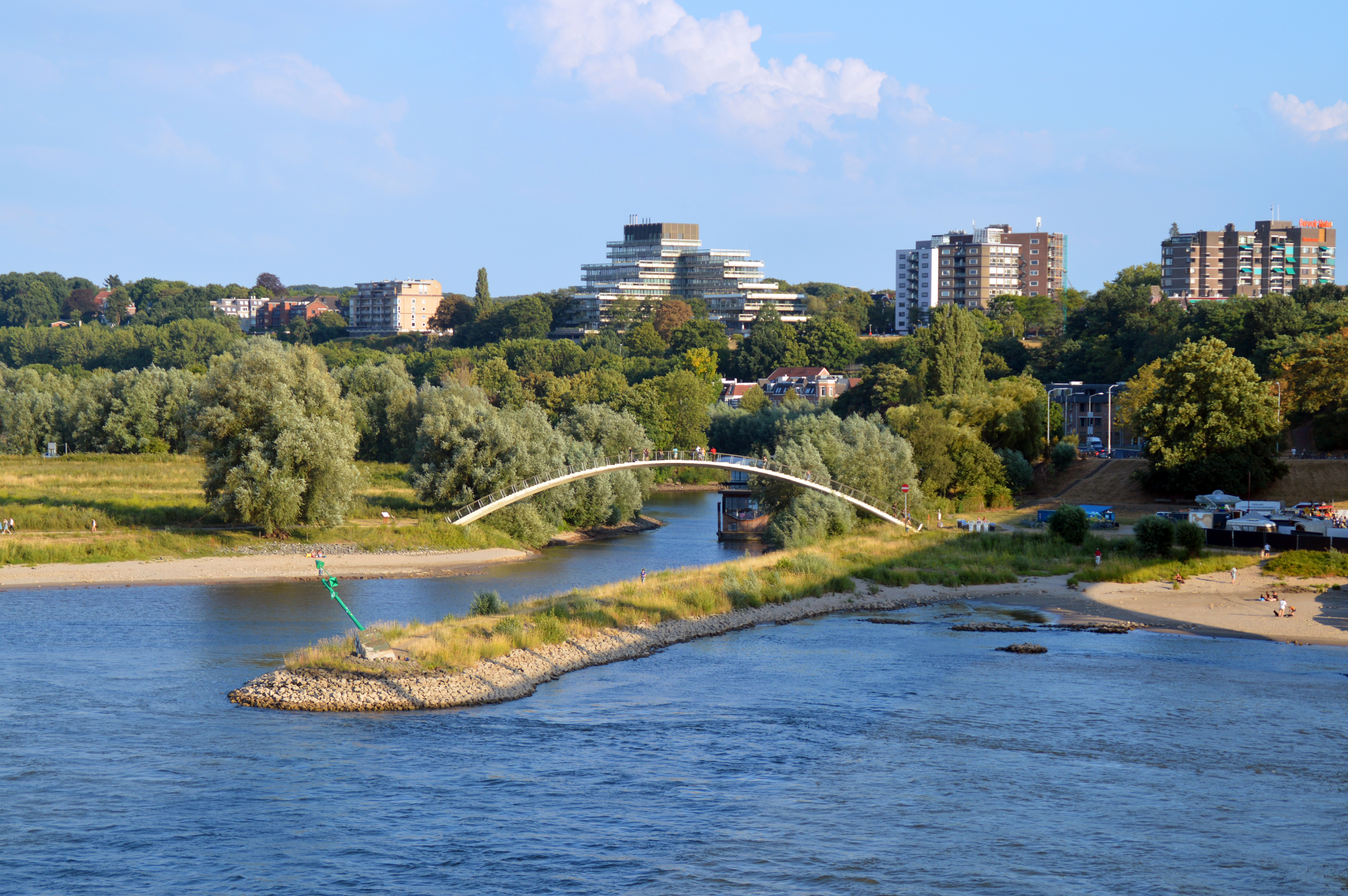
Uitmonding van Het Meer in de rivier Waal bij Nijmegen
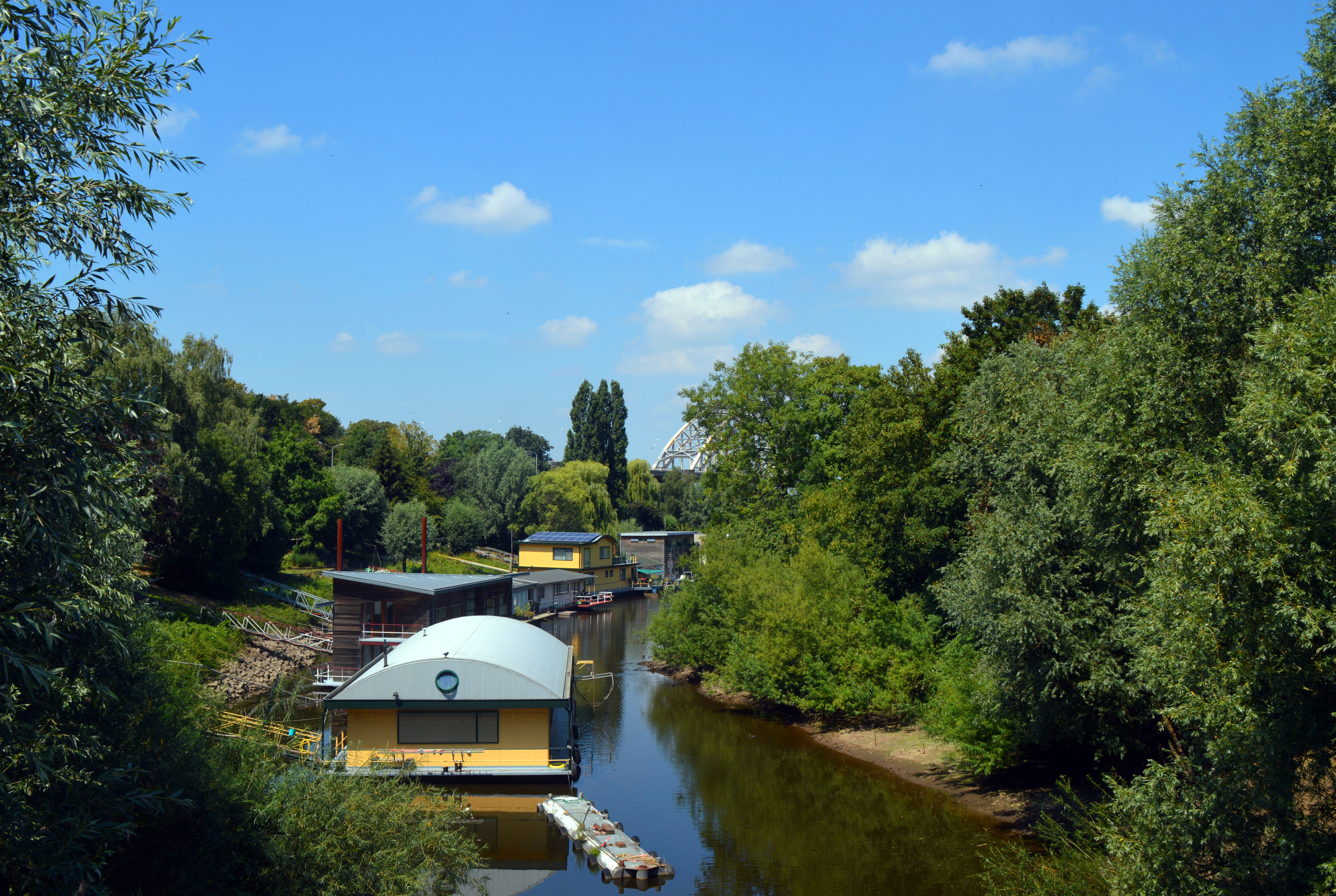
Het Meertje
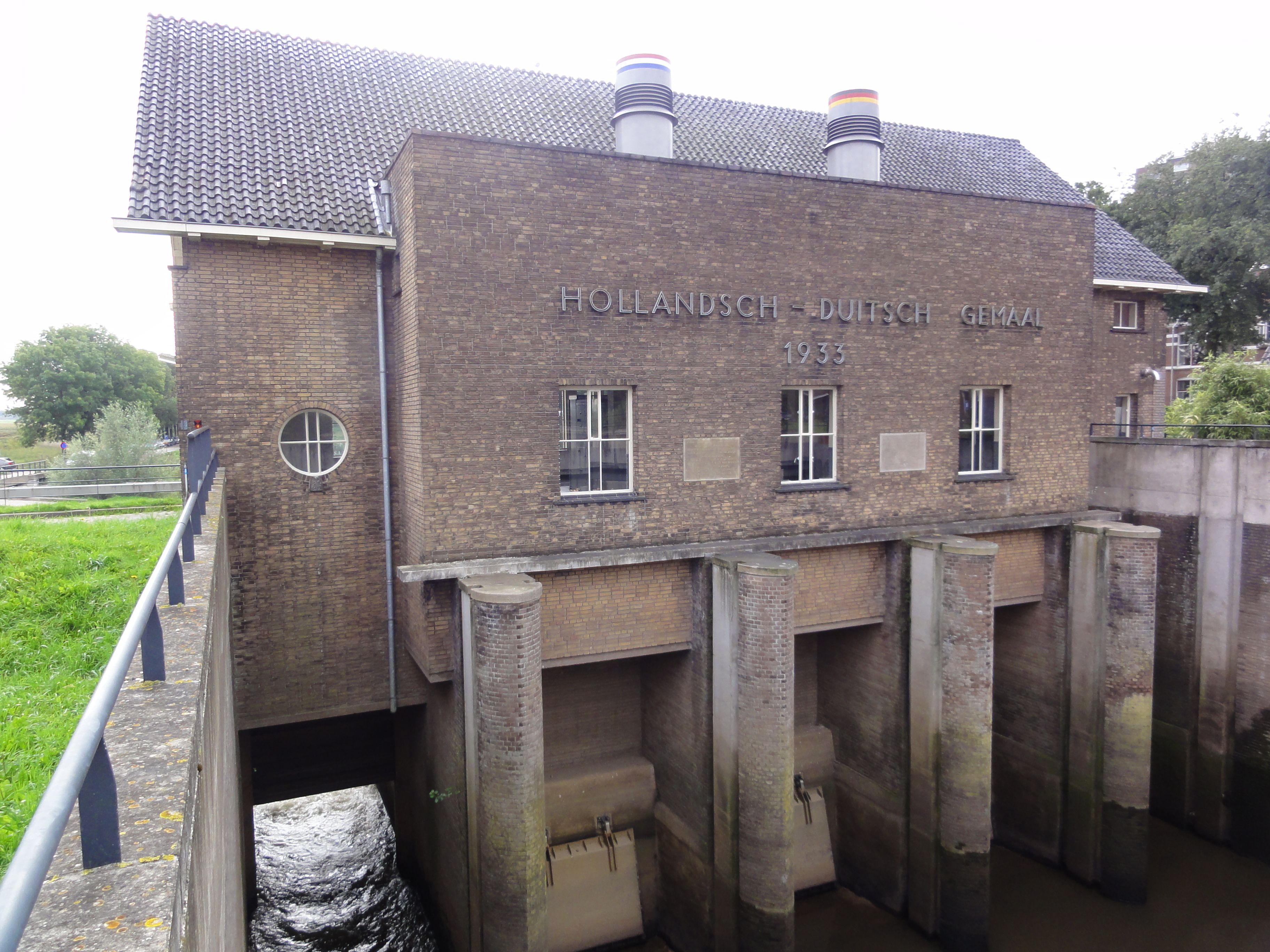
Het Hollandsch-Duitsch gemaal in Het Meer
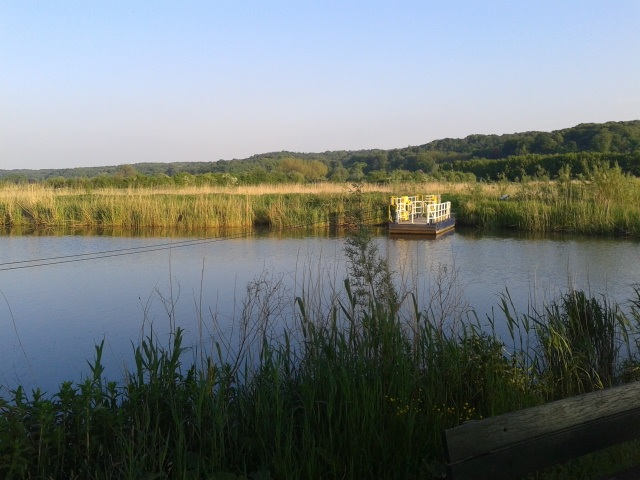
Het Persingse veer, een zelfbedienings-kettingveerpont over Het Meer
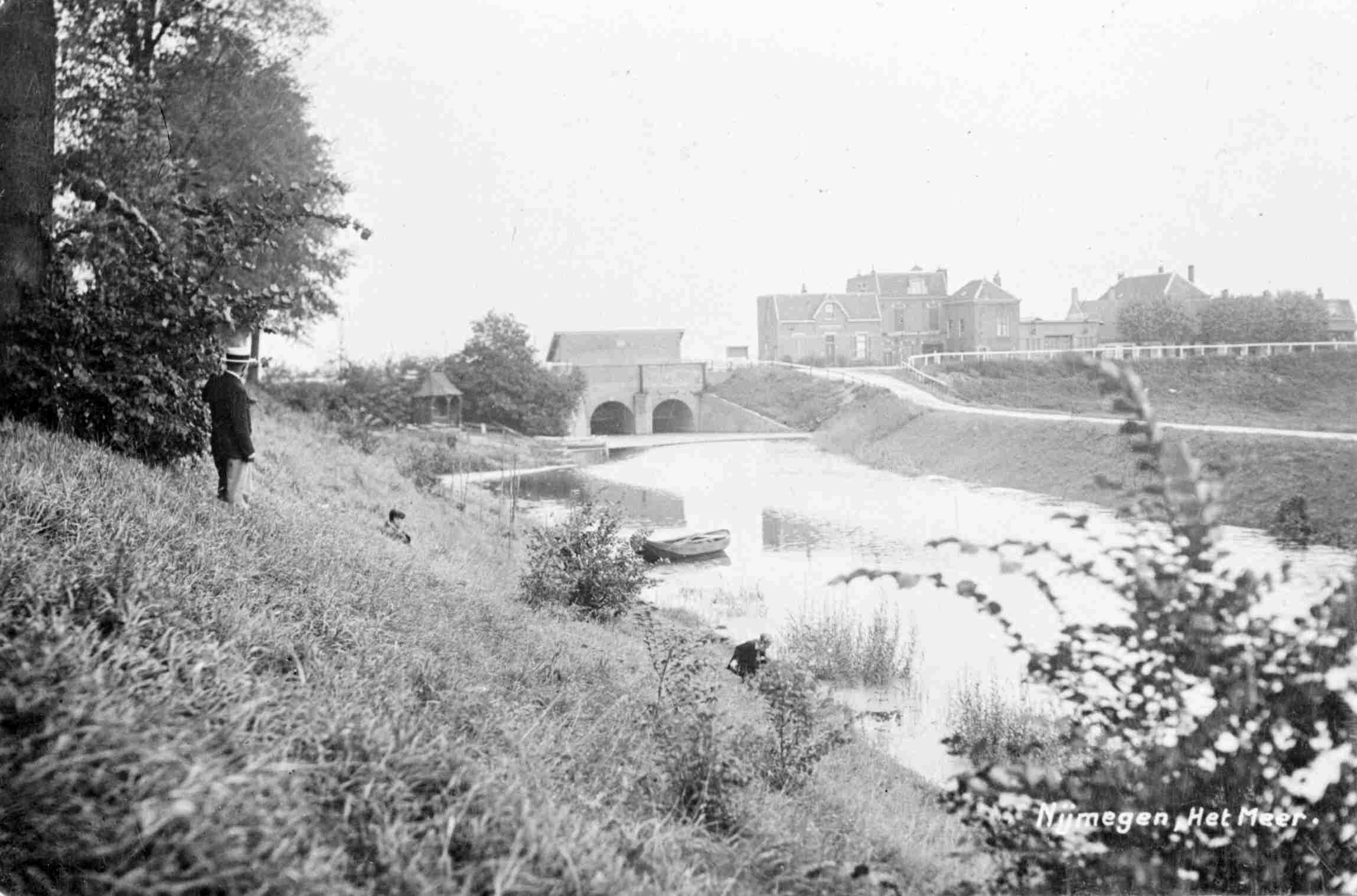
Het Meer met op de achtergrond de sluis (foto uit 1920)
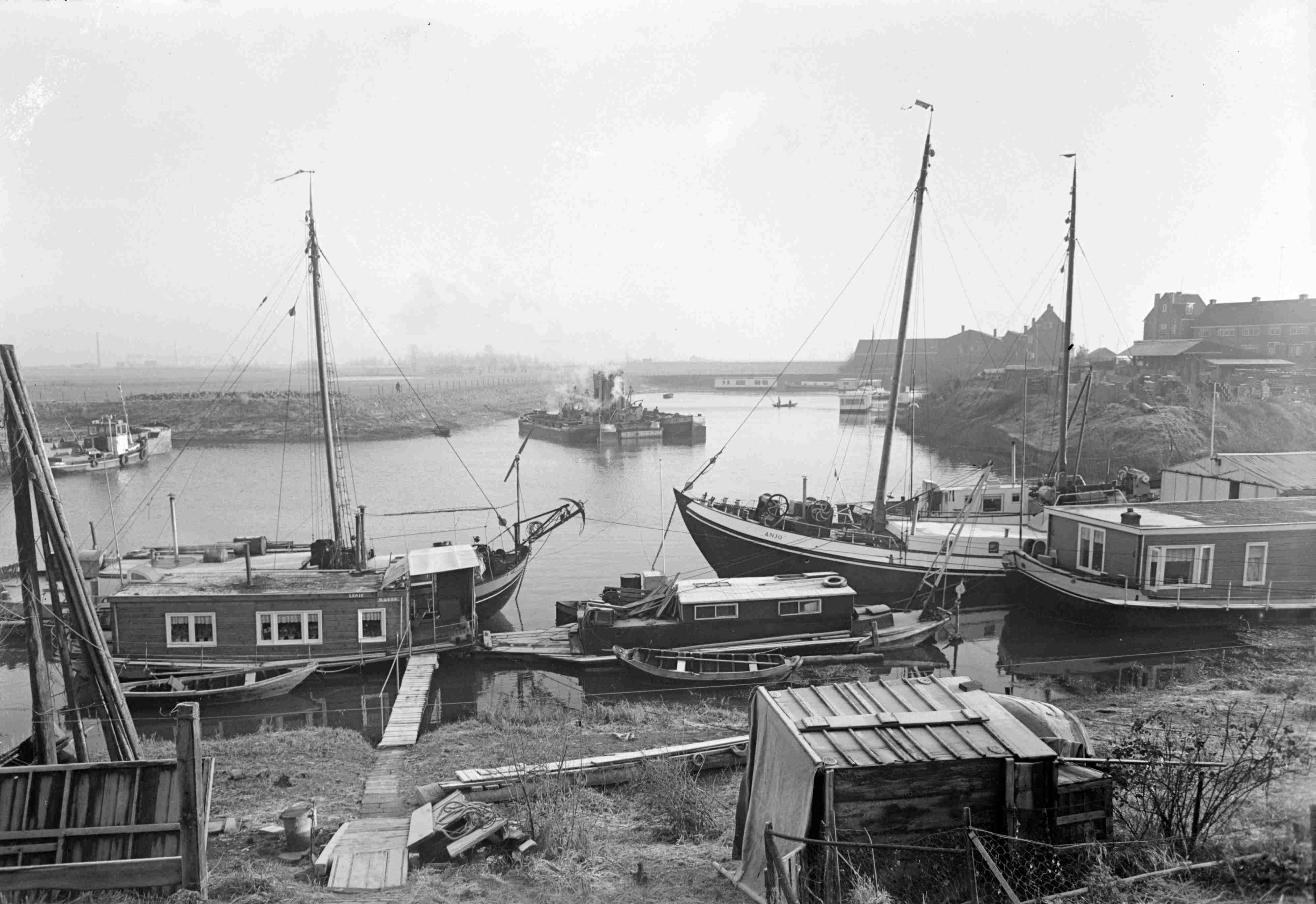
Aanleg van de haven in 1960